# Мэнселл, Джек
Джек Мэнселл (англ. Jack Mansell; 22 августа 1927, Солфорд, Англия — 19 марта 2016) — английский футболист и тренер.

## Карьера
Выступал на позиции защитника за ряд британских клубов. Провел два матча за вторую сборную Англии.
Свою тренерскую карьеру начал в Нидерландах, но затем Мэнселл вошел в штаб «Шеффилд Уэнсдей» (некоторое время он был исполняющим обязанности главного тренера клуба). Специалист работал в нескольких странах, а также он возглавлял сборные Бахрейна и Израиля.
Скончался 19 марта 2016 года на 89-м году жизни.